# Wohlfahrtia
Wohlfahrtia (лат.) — род двукрылых из семейства серых мясных мух подсемейства Paramacronychiinae (Sarcophagidae). Около 30 видов, распространенных в основном в Палеарктике. Вызывают миаз, называемый вольфартиозом, который наблюдается у овец, коз, крупного рогатого скота, верблюдовых лошадей и собак и, реже, у людей. В таких случаях личинки развиваются внутри хозяина из травмированных или тонкокожих участков (ануса, половых органов, вокруг глаз, копыт). Этот паразитизм может стать серьёзным и привести к гибели инфицированных особей, особенно овец. Виды Wohlfahrtia vigil в Северной Америке и живородящая Вольфартова муха в Европе особенно опасны. Самки мух отрождают от 120 до 160 очень подвижных личинок длиной около 1 мм в открытые полости (нос, глаза, уши), на раны и язвы на теле животных, иногда — человека (во время сна под открытым небом).

## Распространение
Большинство представителей этого рода обитают в засушливых и полузасушливых районах Палеарктики и Афротропики, особенно в Северной Африке, на Ближнем Востоке и в Центральной Азии, с одним видом, общим с Неарктическим регионом (W. vigil), и единственным видом, обнаруженным в южной части Африки (W. pachytyli).

## Описание
Среднего и крупного размера ярко окрашенные серые мясные мухи, длина тела от 5 до 20 мм.
Некоторые виды имеют медицинское и ветеринарное значение, так как являются либо факультативными, либо облигатными продуцентами миаза у человека или других млекопитающих. Некрофаги видов Wohlfahrtia могут действовать как факультативные паразиты, но их личинки обычно развиваются в падали.
Отличаются следующими признаками: парафациум голый или с несколькими маленькими щетинками;
постшовные дорсоцентральные щетинки развиты, обычно их 2-4, реже 5 щетинок; крыловой костальный шип не превышает длины поперечной жилки r-m; тергиты брюшка с отчётливыми чёрными срединными и латеральными пятнами, два или более срединных часто частично сливаются.

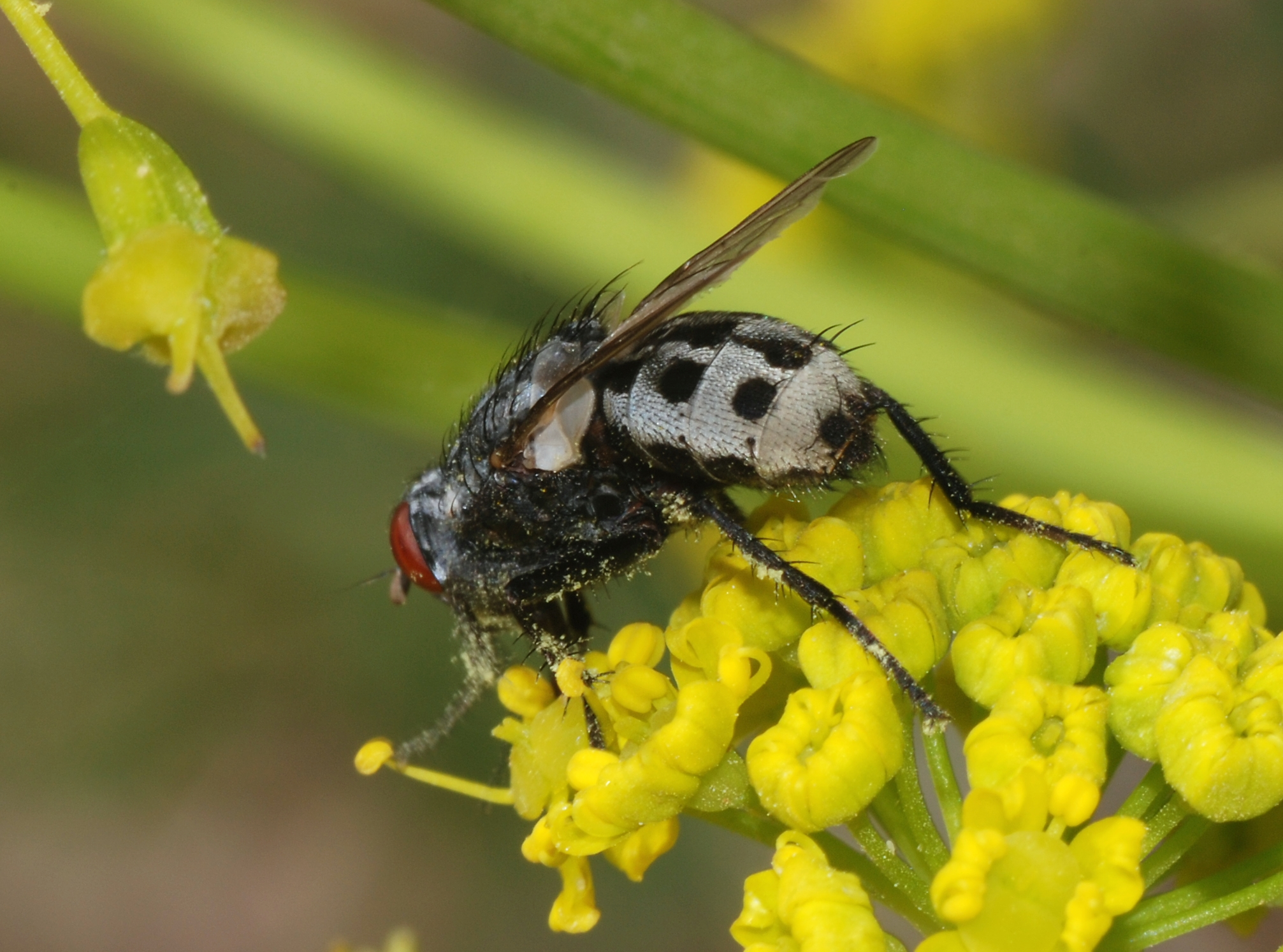

Особенности питания личинок этого рода включают паразитизм (миаз) позвоночных, поедание саранчи и некрофагию. Wohlfahrtia magnifica является облигатным паразитом млекопитающих, в то время как W. vigil, по-видимому, является возбудителем миаза, а также некрофагом. Задокументировано, что W. pachytyli питается яйцами саранчи, а также умирающей или линяющей саранчой, хотя в лабораторных условиях он может завершить свой жизненный цикл на говядине; Wohlfahrtia erythrocera была выведена из мёртвых кузнечиков, как отмечает Салем (1938), который «обнаружил в материалах Британского музея несколько экземпляров из Белуджистана, выведенных из саранчи», в то время как все другие виды-некрофаги, по-видимому, размножаются в падали позвоночных. Биология личинок нескольких видов до сих пор неизвестна.

## Классификация
Около 30 видов. Род Wohlfahrtia принадлежит к подсемейству Paramacronychiinae, традиционно рассматриваемому как сестринская клада к Sarcophaginae, но недавние молекулярные исследования указывают на их более близкое родство с подсемейством Miltogramminae.
- Wohlfahrtia africana Verves, 1985[14]
- Wohlfahrtia aschersoni (Enderlein, 1934)[4]
- Wohlfahrtia atra Aldrich, 1926 c g
- Wohlfahrtia balassogloi (Portschinsky, 1881)[15]
- Wohlfahrtia bella (Macquart, 1839) c g
- Wohlfahrtia brevicornis Cha & Zhang, 1996 c g
- Wohlfahrtia brunnipalpis (Macquart, 1851) c g
- Wohlfahrtia cheni Rohdendorf, 1956[16]
- Wohlfahrtia erythrocera Villeneuve, 1910 c g
- Wohlfahrtia fedtschenkoi Rohdendorf, 1956[16]
- Wohlfahrtia grunini Rohdendorf, 1969[17]
- Wohlfahrtia hirtiparafacialis Cha & Zhang, 1996 c g
- Wohlfahrtia ilanramoni Lehrer, 2003 c g[18].
- Wohlfahrtia indigens Villeneuve, 1928[19]
- Wohlfahrtia intermedia (Portschinsky, 1887)[20]
- Wohlfahrtia magnifica (Schiner, 1861)[6] (Вольфартова муха)
- Wohlfahrtia nuba (Wiedemann, 1830) c g
- Wohlfahrtia pachytyli (Townsend, 1919)[3]
- Wohlfahrtia pavlovskyi Rohdendorf, 1956[16]
- Wohlfahrtia seguiy Salem, 1938 c g[21]
- Wohlfahrtia smarti Salem, 1938[21]
- Wohlfahrtia spinisternum Pape & Zhang, 2018[8]
- Wohlfahrtia stackelbergi Rohdendorf, 1956[16]
- Wohlfahrtia trina (Wiedemann, 1830) c g
- Wohlfahrtia vigil (Walker, 1849) i c g b
- Wohlfahrtia villeneuvi Salem, 1938[21]

Базы данных: i = ITIS, c = Catalogue of Life, g = GBIF, b = Bugguide.net